# Törzsfejlődés

Az élet fejlődése

A törzsfejlődés vagy filogenezis (latinul: philogenesis) az élőlények természetes fejlődésének a folyamata, ellentétben az egyedfejlődéssel (ontogenezis, latin: ontogenesis), amely egy szervezet fejlődésének a folyamatát jelöli. A törzsfejlődés elmélete szerint, ellentétben a teremtéselmélettel, a Földön valaha élt összes élőlény, növény és állat egyaránt, egy közös őstől származik. Az összefüggés az egyes élőlények közt nem minden esetben evidens, de általános elfogadott tény, hogy a filogenezis során egyre összetettebb formák alakulnak ki, melyek mindjobban tudnak alkalmazkodni azokhoz a körülményekhez, amelyekben élnek. Az élőlények rendszerezése a törzsfejlődés során kialakult rokonsági kapcsolatok alapján történik. 
A törzsfejlődés kutatása a következőkön alapszik:
- kövületek morfológiai és anatómiai összehasonlítása
- a ma élő élőlények morfológiai, anatómiai és fiziológiai összehasonlítása
- az egyedfejlődések összehasonlítása a különböző élőlényeknél
- genetikai elemzések

Ezen adatok alapján felállítható az ún. filogenetikus családfa.